# جوني دا سيلفا أرواخو
جوني دا سيلفا أرواخو هو لاعب كرة قدم برازيلي، ولد في 19 فبراير 1987 في ريو دي جانيرو في البرازيل. شارك مع منتخب البرازيل لكرة القدم. أما مع النوادي، فقد لعب مع أتلتيكو براغانتينو ونادي أمريكا ونادي فيلا نوفا.